# Mont Balbi
El mont Balbi és un estratovolcà de l'Holocè que es troba al nord de l'illa de Bougainville, Papua Nova Guinea. Amb 2.715 msnm és el cim més alt de l'illa. Hi ha cinc cràters volcànics a la cresta nord del cim, un dels quals conté un llac de cràter. Hi ha molts camps de fumaroles prop dels cràters, tot i que no es té constància de cap erupció en temps històric.